# Vicente Lenílson de Lima
Vicente Lenílson de Lima (né le 4 juin 1977 à Currais Novos (RN)) est un athlète brésilien, spécialiste du sprint. Il mesure 1,66 m pour 65 kg. Son club est le Brasil Telecom/Unoeste. Il réside à Presidente Prudente (État de São Paulo).
Il a remporté la médaille d'argent aux Jeux olympiques de Sydney sur le relais 4 × 100 m (en 37 s 90). Il a remporté la même médaille aux Championnats du monde d'athlétisme de 2003 à Saint-Denis.
Le 15 août 2008, il termine 7e de son quart de finale du 100 m des Jeux olympiques 2008 à Pékin en 10 s 31 derrière notamment Asafa Powell, Walter Dix, Derrick Atkins et Daniel Bailey.
En 2007, son meilleur temps est 10 s 14 sur 100 m (à La Paz en altitude), ses autres records sont :
- 60 m en salle : 6 s 60 	AR 	 	3s3 	WC	Moscou	10 mar 2006
- 100 m : 	10 s 13 	 	0.7 	1 	NC	São Paulo	6 jun 2004
- 200 m : 	20 s 39 	 	-1.0 	1 	Belém 23 mai 2004

## Palmarès

### Championnats du monde d'athlétisme
- Championnats du monde d'athlétisme de 2007 à Osaka ( Japon)
  - éliminé en quart de finale sur 100 m
  - 4e en relais 4 × 100 m

### Championnats du monde d'athlétisme en salle
- Championnats du monde d'athlétisme en salle de 2008 à Valence ( Espagne)
  - 5e sur 60 m

### Jeux panaméricains
- Jeux Panaméricains de 2003 à Saint-Domingue ( République dominicaine)
  -  Médaille d'or en relais 4 × 100 m
- Jeux Panaméricains de 2007 à Rio de Janeiro ( Brésil)
  - 7e sur 100 m
  -  Médaille d'or en relais 4 × 100 m